# Surkí
Surkí - Сурки (rus) és un poble (possiólok) de l'óblast de Penza (Rússia). El 2011 tenia 20 habitants.